# محطة قطار لوتون
محطة قطار لوتون (بالإنجليزية: Luton railway station)‏‏ هي محطة قطار في لوتن في المملكة المتحدة، تُشغلها قطارات إيست ميدلاند. افتُتحت هذه المحطة في 1868، ويبلغ عدد مسارات أرصفتها 5.